# Ziemia Króla Chrystiana X

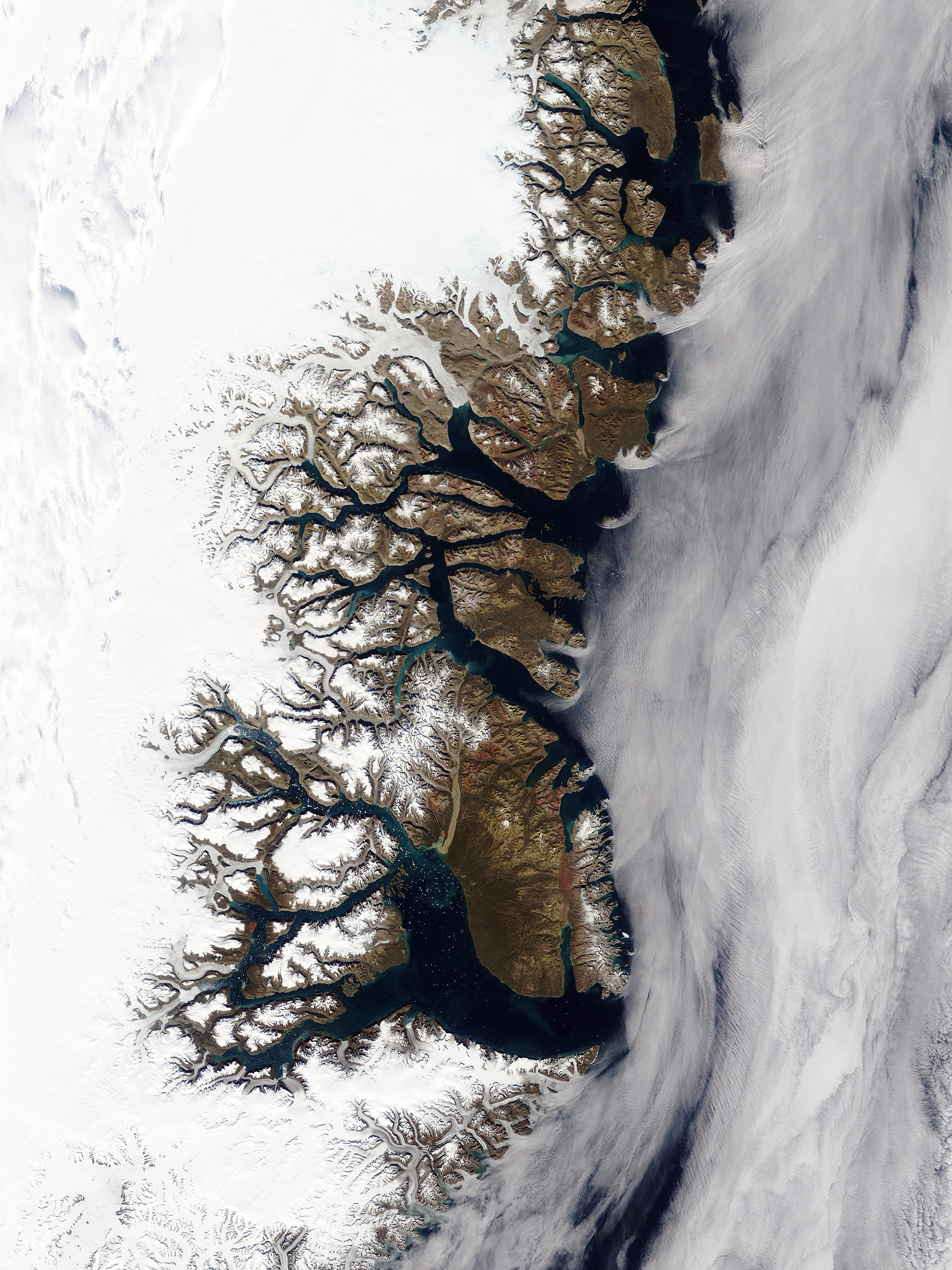
Zdjęcie satelitarne tego obszaru

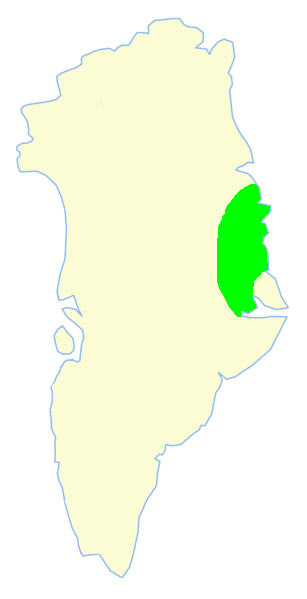
Ziemia Króla Chrystiana X na mapie Grenlandii

Ziemia Króla Chrystiana X (duń. Kong Christian X Land) – region Grenlandii w środkowej części jej wschodniego wybrzeża. Na południe od niej rozciąga się Ziemia Króla Chrystiana IX, a na północ Ziemia Króla Wilhelma. Na dużym półwyspie na południe od Ziemi Króla Chrystiana X leży Ziemia Scoresby’ego.
W większości obejmuje ją Park Narodowy Grenlandii. W północnej części tego obszaru leży stacja badawcza Zackenberg i placówka wojskowa Daneborg. W wybrzeże wcinają się długie fiordy; cieśniny oddzielają od Ziemi Króla Chrystiana X duże wyspy, takie jak Traill Ø, Ymer i Wyspa Towarzystwa Geograficznego.  Ziemia ta została nazwana na cześć Chrystiana X, króla Danii.

## Historia
W latach 1931–1933 tereny te były pod okupacją Norwegii i nosiły nazwę Ziemi Eryka Rudego na cześć Eryka Rudego, założyciela pierwszych osad na tym terenie w X wieku.
Nazwa „Ziemia Króla Chrystiana X” została nadana po wydaniu wyroku Stałego Trybunału Sprawiedliwości Międzynarodowej w Hadze po wniesieniu wniosku przez rząd duński. 